# جو أندرسون (ممثلة)
جو أندرسون (بالإنجليزية: Jo Anderson)‏ هي ممثلة أمريكية، ولدت في 29 يونيو 1958 ببروكلين في الولايات المتحدة.

## أعمال

### أفلام
- (1991) جي اف كي[1]
- (1996) دايلايت[2]

## وصلات خارجية
- جو أندرسون على موقع IMDb (الإنجليزية)
- جو أندرسون على موقع أول موفي (الإنجليزية)
- جو أندرسون على موقع قاعدة بيانات الفيلم (الإنجليزية)